# Ševcovské kopyto

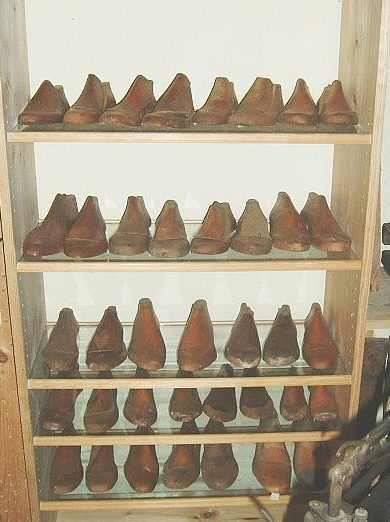
Ševcovská kopyta

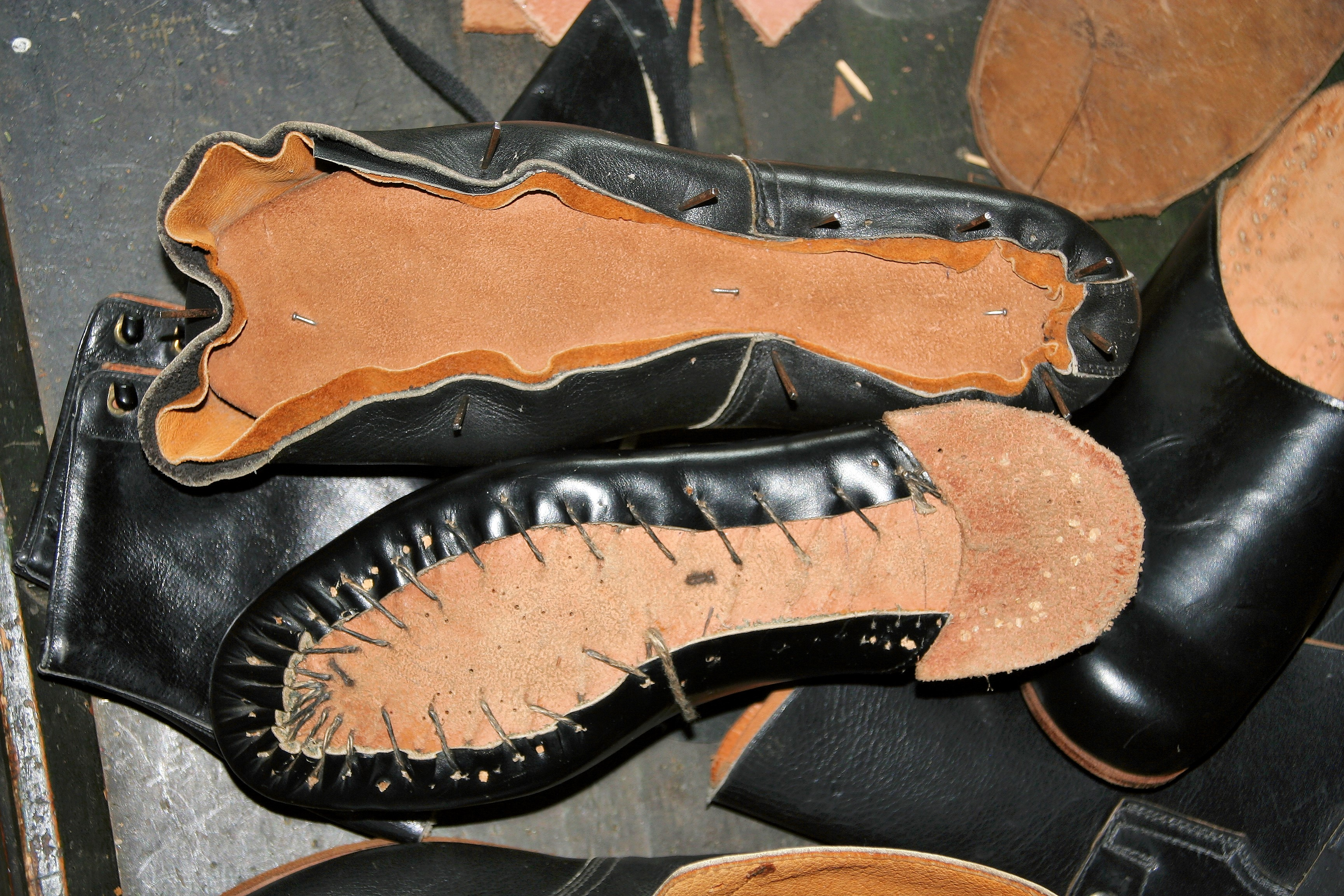
Šití na kopytu

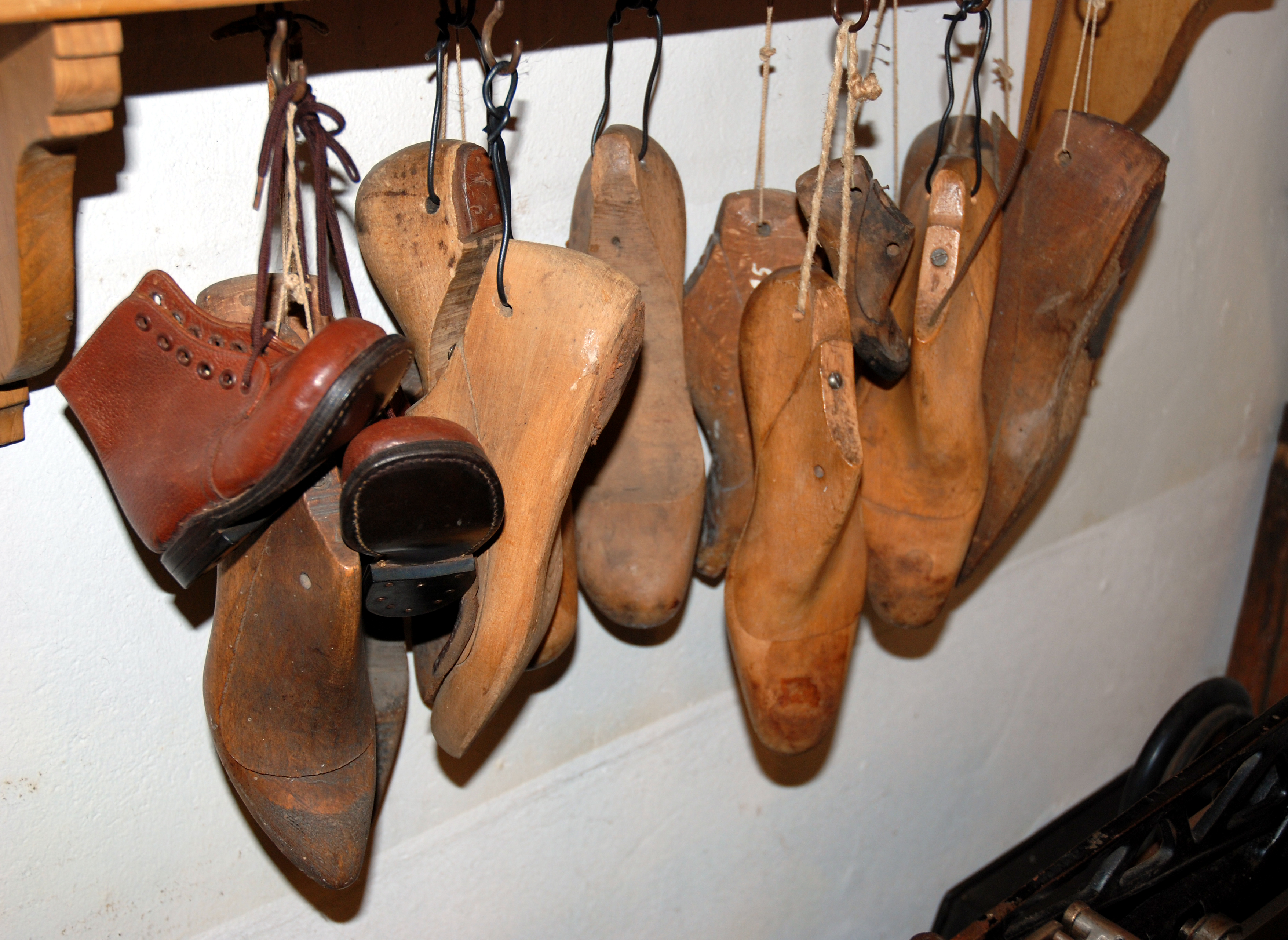
Kopyta

Ševcovské kopyto je dřevěná forma, na níž se při ruční výrobě tvarují svršky bot. I dnes se tak vyrábí například ortopedická obuv.

## Popis
Na dřevěné kopyto natahoval švec (nebo specializovaný svrškař) namočenou kůži a tvaroval ji do částí svršku. Hotový svršek se pak přišil k branzoli a zespodu, pomocí dřevěných floků, se pak připevnila podešev a podpatek.

## Metafory
Protože kopyto – vedle verpánku – charakterizovalo ševce, dostalo se do různých úsloví a přísloví:
- Ne supra crepidam sutor iudicaret – švec by měl soudit jen o sandálech (Apelles, cit. u Plinia st.)
- „Ševče, drž se svého kopyta.“
- „Narážet na jedno kopyto“ – zacházet s různými věcmi, jako kdyby měly být stejné